# Mimosa revoluta
Mimosa revoluta är en ärtväxtart som beskrevs av George Bentham. Mimosa revoluta ingår i släktet mimosor, och familjen ärtväxter. IUCN kategoriserar arten globalt som livskraftig. Inga underarter finns listade i Catalogue of Life.